# ふわふわ♪
「ふわふわ♪」は、牧野由依の8枚目のシングル。2010年3月3日にエピックレコードジャパンから発売された。

## 概要
エピックレコードジャパン移籍後第1弾シングル。表題曲「ふわふわ♪」は、メルパルク仙台のCMソングとして使用され、PVを幼少時から親交のある映画監督の岩井俊二が手掛けている。カップリング曲「the never ending rainbows」は、高野が2001年に「pal@pop featuring chappie」名義でシングルリリースした曲のカバーである。
2種類の仕様で発売され、初回生産限定盤にはPVを収録したDVDが同梱されている。なお、初回生産限定盤と通常盤のジャケット写真は別絵柄になっている。

## 収録曲
（全作詞・作曲・編曲：高野健一）
CD
1. ふわふわ♪ [4:46]
  - メルパルク仙台CMソング
2. the never ending rainbows [4:18]
  - 高野が2001年に「pal@pop featuring chappie」名義でシングルリリースした曲のカバー
3. ふわふわ♪（Instrumental）

DVD（初回生産限定盤のみ）
1. ふわふわ♪ ビデオクリップ

## 収録アルバム
| 曲名      | 収録アルバム       | 発売日       | 備考                  |
| --------- | ------------------ | ------------ | --------------------- |
| ふわふわ♪ | 『ホログラフィー』 | 2011年7月6日 | 3rdオリジナルアルバム |